# Leverett Circle Connector Bridge
Die Leverett Circle Connector Bridge (auch Storrow Drive Connector Bridge) ist eine stählerne Kastenträgerbrücke im Bundesstaat Massachusetts der Vereinigten Staaten. Sie führt je zwei Fahrspuren in nördlicher und südlicher Fahrtrichtung über den Charles River und verbindet dabei die Interstate 93 an ihrem nördlichen Ende in Somerville mit dem Storrow Drive und Leverett Circle an ihrem südlichen Ende in Boston.
Das Bauwerk wurde ebenso wie die benachbarte Leonard P. Zakim Bunker Hill Memorial Bridge im Zuge des Big Dig errichtet und konnte eine Woche vor dem Plan am 7. Oktober 1999 eröffnet werden. Während der Bauphase wurde sie aufgrund des deutlichen Unterschieds zur Zakim-Brücke auch Baby Bridge genannt.
Die Brücke ist die größte Kastenträgerbrücke in den Vereinigten Staaten. Sie wurde im Jahr 2001 mit dem „Prize Bridge“ der National Steel Bridge Alliance (NSBA) ausgezeichnet.